# Krętogłów (zwyczajny)
Krętogłów (zwyczajny) (Jynx torquilla) – gatunek niewielkiego ptaka wędrownego z rodziny dzięciołowatych (Picidae).

## Występowanie
To jedyny europejski przedstawiciel rodzaju Jynx. Zamieszkuje Europę poza północnym skrajem Wysp Brytyjskich, Półwyspu Skandynawskiego i Rosji oraz azjatycką tajgę aż po Sachalin i Hokkaido, a także północno-zachodnią Afrykę. Izolowane stanowiska występują w północno-zachodnich Himalajach, północnej Turcji czy na Kaukazie. Większość populacji odbywa dalekie wędrówki. Zimuje głównie w Afryce w pasie na południe od Sahary ciągnącym się od Senegalu po Etiopię i Kenię, w południowej i południowo-wschodniej Azji, południowych Chinach i południowej Japonii; część populacji europejskiej migruje na krótsze odległości – na Półwysep Iberyjski i do północnej Afryki; populacja z północno-zachodniej Afryki i część populacji z południowej Europy w ogóle nie migruje. W Europie Środkowej na wyżynach występują do 1000 m n.p.m., choć w Alpach do 1700 m n.p.m.
W Polsce średnio liczny ptak lęgowy. Występuje w całym kraju, w górach spotykany do 850 m n.p.m., wyjątkowo do 1200 m n.p.m. W Polsce przebywa od kwietnia do września (może odlatywać już w sierpniu). Według szacunków Monitoringu Pospolitych Ptaków Lęgowych, w latach 2008–2012 krajowa populacja lęgowa krętogłowa liczyła 38–64 tysięcy par, a w latach 2013–2018 – 66–94 tysiące par.

## Podgatunki
Międzynarodowy Komitet Ornitologiczny wyróżnia 6 podgatunków J. torquilla, które w sezonie lęgowym zamieszkują:
- J. t. torquilla Linnaeus, 1758 – większość Europy oraz Kaukaz
- J. t. sarudnyi Loudon, 1912 – zachodnia Syberia
- J. t. chinensis Hesse, 1911 – wschodnia Syberia oraz północno-wschodnie i środkowe Chiny
- J. t. himalayana Vaurie, 1959 – północny Pakistan i północno-zachodnie Himalaje
- J. t. tschusii O. Kleinschmidt, 1907 – południowa Europa
- J. t. mauretanica Rothschild, 1909 – północno-zachodnia Afryka

Autorzy Handbook of the Birds of the World nie uznają podgatunków sarudnyi i chinensis, traktując je jako synonimy podgatunku nominatywnego.

## Charakterystyka

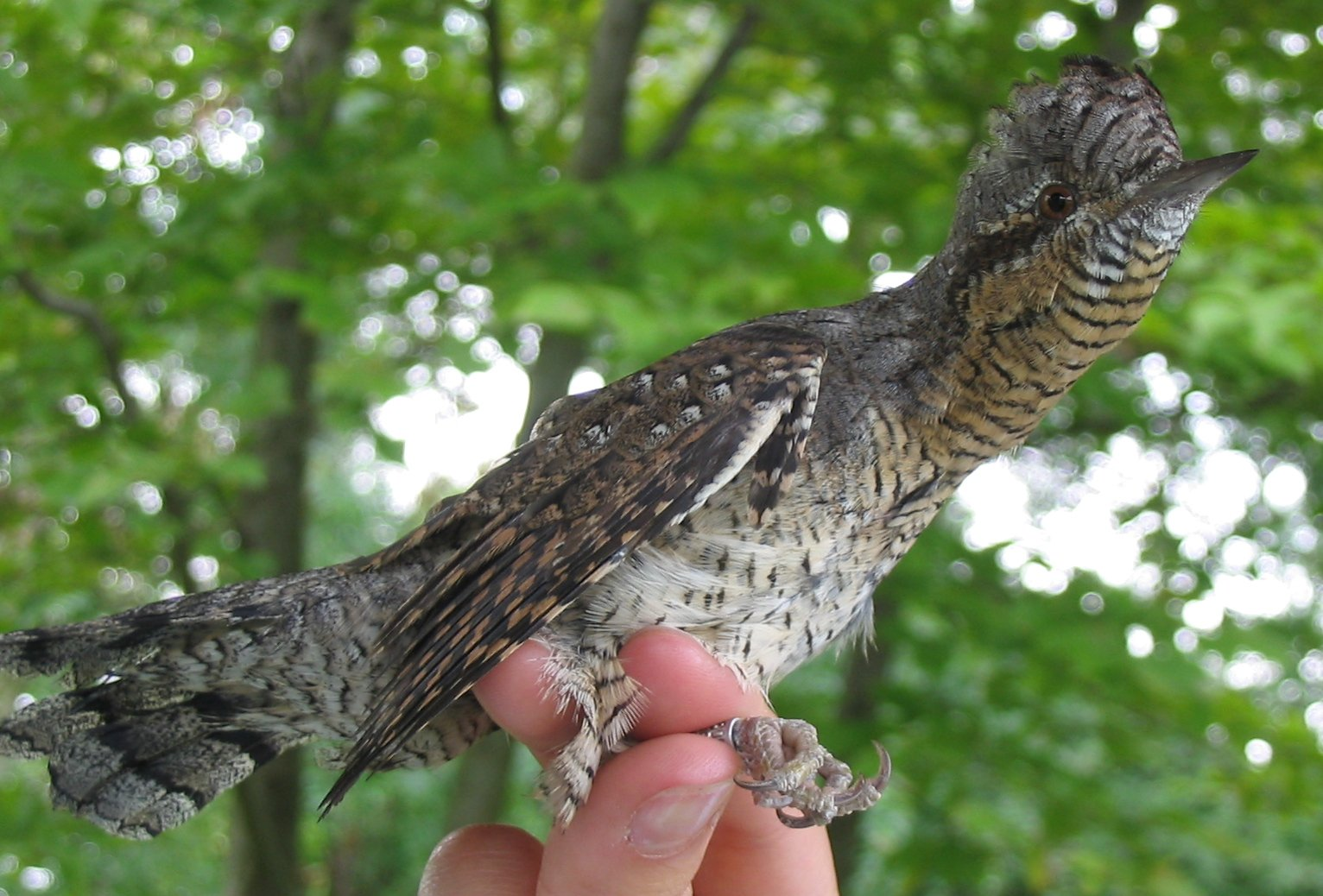
Krętogłów po zaobrączkowaniu z widocznymi objawami zaniepokojenia – rozłożonym ogonem i nastroszonymi piórami na głowie

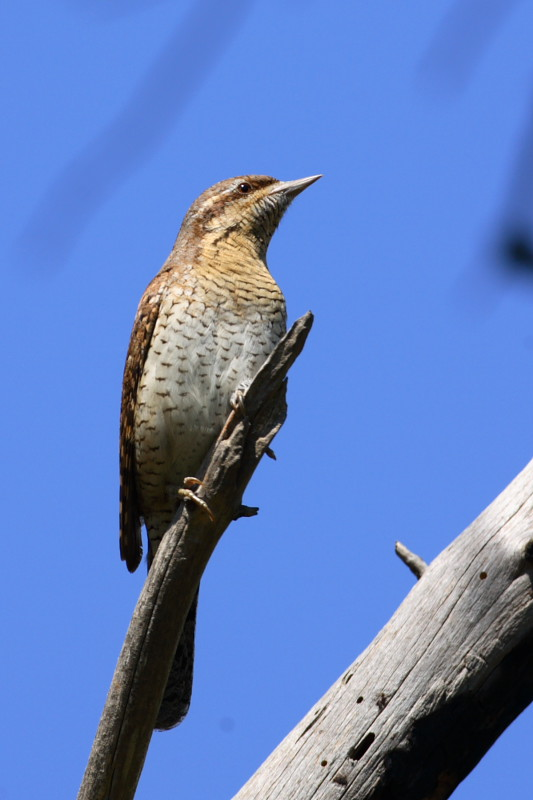
Krętogłów na gałęzi

### Cechy gatunku
Od dzięciołów krętogłowy różnią się trybem życia i smukłą budową ciała. Brak dymorfizmu płciowego. Wierzch szary, pokryty gęstym brunatnym i rdzawobrunatnym pręgowaniem oraz plamami, co przypomina ubarwienie skrzydeł motyli nocnych. Na karku i grzbiecie ostro odgraniczony brunatny trójkąt ułożony z podłużnych pasków. Ogon szary o czarnym poprzecznym prążkowaniu i długi. Zaokrąglone sterówki. Szyja i pierś żółtoszare z poprzecznym prążkowaniem, ciemnobrązowa brew przechodząca przez oko. Na żółtawobiałym brzuchu strzałkowate plamy. W razie zagrożenia wykonuje łukowate ruchy głową i szyją na lewo i prawo imitujące zachowanie żmii. Od tego sposobu na wystraszenie intruza wzięła się jego nazwa. Może także straszyć napastnika swoistym „syczeniem” i szerokim rozłożeniem z jednoczesnym uniesieniem ogona. Kształt krótkiego zaostrzonego szarobrązowego dzioba jest podobny do tego występującego u ptaków owadożernych. Sprawia to, że nie kuje dziupli i nie wybiera owadów spod korowiny. Ma czarnobrązowe tęczówki, a nogi szarobrązowe.
Ptak jest większy od wróbla, ale mniejszy od szpaka i z wyglądu przypomina ptaka śpiewającego. Maskująca barwa upierzenia ma upodobnić go do wzorów na korze drzewa. Jest przez to często łatwy do przeoczenia. W locie upodabnia się do gąsiorka. W powietrzu przemieszcza się pod osłoną roślinności i drzew.

### Wymiary średnie
długość ciałaok. 19 cm
rozpiętość skrzydeł30 cm

### Masa ciała
ok. 30–45 g

### Zachowanie
Krętogłowa można zauważyć jak wokół mrowiska energicznie i sprawnie podskakuje. Brak specyficznych u dzięciołów twardych sterówek (pióra są miękkie, a ogon zaokrąglony) sprawia, że w odróżnieniu od nich na gałęziach siada w poprzek. Poza tym nie wspina się też pionowo po gałęziach, nie bębni, ani nie kuje dziupli. Inną cechą wyróżniającą go od innych przedstawicieli rodziny dzięciołowatych jest wędrowny tryb życia. Wraz z końcem lata opuszcza tereny lęgowe, kierując się na zimowiska. Pokrewieństwo jest jednak zauważalne – długi, kleisty język (krętogłowa uważa się za posiadacza najdłuższego języka wśród europejskich ptaków) i nogi z dwoma palcami skierowanymi do przodu i dwoma do tyłu. Sam język może wysunąć na 66 mm poza dziób, od którego jest 5 razy dłuższy. Inne badania dowiodły, że język wraz z nasadą znajdującą się w gardle jest długości kręgosłupa krętogłowa. To ptak samotniczy żyjący przez większość roku pojedynczo, skryty i mało ruchliwy. Wykonuje powolne ruchy i ma małą zwinność jak na ptaka takiej wielkości. Po ziemi najczęściej skacze. W sytuacji przerażenia wydaje odgłosy podobne do „czek czek”.

## Biotop
Niezbyt gęste lasy liściaste i mieszane, najczęściej ich obrzeża. Spotykane też w innego rodzaju zadrzewieniach – parkach w dużych miastach, alejach, cmentarzach i sadach z dziuplastymi drzewami.

## Okres lęgowy

### Toki
W przeciwieństwie do większości ptaków w okresie tokowym to samica wykazuje większą aktywność. Gdy wracają z zimowisk, oboje partnerzy wydają głuchy, donośny odgłos, słyszane z daleka powtarzane „wiiid” lub „weed” (zwłaszcza w wykonaniu samców siedzących w okolicy gniazda). Zachowanie w tym okresie jest specyficzne – kręcą głowami, stroszą pióra, wyciągają szyję i wachlarzowato otwierają ogon. Pary są monogamiczne.

### Gniazdo
Krętogłów jest typowym dziuplakiem. Gniazduje w dziupli w drzewie (nie wykuwa jej), w zagłębieniu w ziemi lub budce lęgowej. Przyszła matka zajmuje zawsze wykończoną już komorę lęgową po dzięciole, a nawet już zamieszkałą przez inny gatunek. W drugim przypadku usuwa obce gniazdo wraz z jajami i składa jaja na niczym niewyścielonym dnie. Samo lęgowisko nieprzyjemnie pachnie, bo rodzice nie usuwają z niego odchodów.

### Jaja

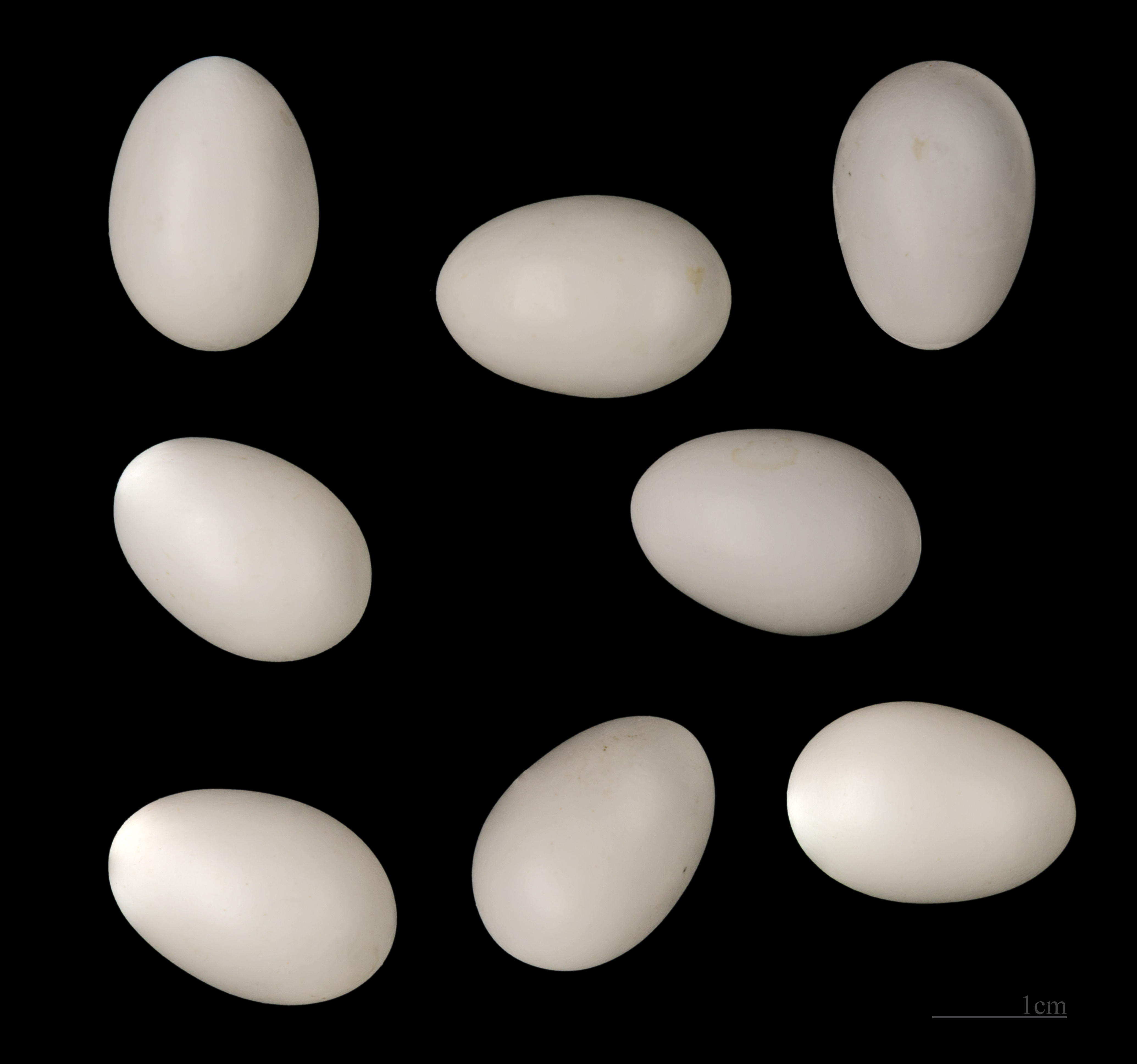
Jaja z kolekcji muzealnej

Jeden lęg w roku (czasem 2), w maju lub czerwcu składa 7 do 12 czysto białych jaj (to duża liczba jak na rodzinę, do której należą). Mimo dużej liczby jaj piskląt wylęga się zawsze mniej.

### Wysiadywanie i pisklęta
Jaja wysiadują oboje rodzice przez 13 do 14 dni (krótko jak u dzięciołów). Samica rzadko opuszcza gniazdo. Nawet w przypadku niebezpieczeństwa nie ucieka, ale próbuje odegnać intruza – stroszy pióra na głowie, kręci nią i syczy jak wąż. Podobnie robią też zaniepokojone młode w gnieździe i takie zachowanie zwykle odstrasza na dobre napastników. Świeżo po wykluciu są nagie i kładą się ściśle obok siebie, aby stracić jak najmniej ciepła. Młode przebywają w gnieździe przez 19 do 24 dni.

## Pożywienie
Owady, głównie mrówki (najczęściej kartonówki i wścieklice z poczwarkami) w różnych stadiach rozwoju, chrząszcze, gąsienice, mszyce, pająki i inne drobne bezkręgowce.
W czasie żerowania wyłapuje najczęściej dorosłe mrówki i ich poczwarki. Zbiera je na gałęziach, pniach lub z ziemi, gdzie zwykle występują w większej liczbie. Nierzadko sam rozgrzebuje mrowiska. Z gniazd i korytarzy wyjmuje je za pomocą języka, a pojedynczo samym dziobem. Rozwścieczone błonkówki przyklejają się do lepkiego, pokrytego śliną języka. Ptak jednak nie obawia się użądleń, bo chronią go przed nimi ściśle przywierające do ciała pióra, przez które mrówki nie mają dostępu do jego skóry.

## Status i ochrona
Międzynarodowa Unia Ochrony Przyrody (IUCN) uznaje krętogłowa za gatunek najmniejszej troski (LC – Least Concern) nieprzerwanie od 1988 roku. Liczebność światowej populacji, obliczona w oparciu o szacunki organizacji BirdLife International dla Europy z 2015 roku, mieści się w przedziale 3–7,2 miliona dorosłych osobników. Globalny trend liczebności populacji uznawany jest za spadkowy.
W Polsce objęty ochroną gatunkową ścisłą. Na Czerwonej liście ptaków Polski został sklasyfikowany jako gatunek najmniejszej troski (LC).
Notowany spadek liczebności krętogłowów wynika ze stosowania nawozów w rolnictwie oraz powiększania się areałów rolnych.